# Prometna geografija
Prometna geografija objašnjava postanak, razvoj i svakodnevno odvijanje prometa i posljedice prometnog djelovanja u prometu. Ova grana geografije istražuje prostorne interakcije ljudi, prometa i informacija. Ona razmatra ljude i njihovu uporabu vozila ili drugih načina putovanja kao i načine kako su tržišta servisirana protokom dovršenih dobara i sirovih materijala. Prometna geografija grana je ekonomske geografije.
"Idealan mod prometa trebao bi biti trenutačan, slobodan, neograničenog kapaciteta i uvijek dostupan. Kod takvog prometa prostor bi bio suvišan. Međutim to očito nije slučaj. Prostor je ograničenje za konstrukciju prometnih mreža. Čini se da je promet ekonomska aktivnost različita od drugih. Promet trguje prostor s vremenom, a stoga novcem" (Merlin, 1992)
Geografija i promet susreću se u pojmovima kretanja ljudi, dobara i informacija. Tijekom vremena povećala se dostupnost što je dovelo do veće pouzdanosti u mobilnosti. Ovaj trend javio se s industrijskom revolucijom iako je iz brojnih razloga značajno ubrzan tek u drugoj polovici 20. stoljeća. Danas društva počivaju na prometnim sustavima koji čine oslonac širokoj raznolikosti aktivnosti. Te aktivnosti uključuju komutaciju, opskrbu energetskim potrebama, distribuciju dobara i stjecanje osobnih želja. Razvitak dostatnih prometnih mreža predstavljao je kontinuirani izazov sve većem ekonomskom razvitku, potrebama mobilnosti te konačno sudjelovanju u globalnoj ekonomiji.
Prometna i urbana geografija jako su isprepletene, a koncept vrpčastog razvoja blizak je urbanim i prometnim disciplinama. Kako ljudi sve više žele putovati svijetom, veza između prometa i urbanih područja često postaje nevidljiva.
Prometna geografija mjeri rezultate ljudske aktivnosti između lokacija i unutar svake od njih. Ona se fokusira na predmete poput vremena putovanja, smjerova kretanja, prometnih vidova, uporabe resursa i održivosti prometnih tipova u prirodnom okolišu. Ostali dijelovi prometne geografije uzimaju u obzir topografiju, sigurnosne aspekte uporabe vozila te uporabu energije tijekom putovanja pojedinca ili grupe.
Svrha prometa je nadići prostor koji je oblikovan ljudskim i fizičkim ograničenjima poput udaljenosti, političkim granicama, vremenom i topografijom. Specifična svrha prometa je ispunjavanje potražnje za mobilnošću, jer promet može postojati samo ako se nešto kreće, bili to ljudi ili dobra. Svako kretanje mora uzeti u obzir geografske odrednice, a zatim izabrati dostupan oblik prometa temeljen na cijeni, dostupnosti i prostoru.

## Vrste prometa
Glavne vrste prometa jesu zračni, željeznički, cestovni i vodni. Svaki od njih ima specifične troškove; brzinu kretanja kao posljedicu frikcije, te polazište i odredište. Za prijevoz velike količine dobara općenito se koriste brodovi. Pomorsko brodovlje može prenijeti veću količinu robe uz nižu cijenu diljem svijeta. Za prijevoz ljudi koji preferiraju skraćivanje vremena putovanja, a traže udobnost i pouzdanost, najčešće korišteni vidovi prometa su zračni i cestovni. Željeznica se često koristi za prijevoz roba u područjima udaljenima od vode. Vodni promet činio je glavnu osnovu prije konstrukcije željezničkih pruga.

"Prometni vidovi čine bitnu sastavnicu prometnih sustava jer predstavljaju sredstva koja omogućuju pokretljivost. Geografi promatraju širok raspon vidova koji se mogu grupirati u tri velike kategorije temeljene na sredstvu kojim se koriste: kopno, voda i zrak. Svaki vid ima svoje zahtjeve i obilježja, te je prilagođen zadovoljavanju specifičnih zahtjeva teretnog i putničkog prometa. Time su postale izražene razlike u načinima na koje se vidovi prometa ostvaruju i koriste u različitim dijelovima svijeta. U posljednje vrijeme razvija se trend integracije vidova prometa kroz intermodalitet, te još jače povezivanje vidova u smislu proizvodnih i distribucijskih aktivnosti. Istovremeno teretna i putnička aktivnost postaje sve više odvojena u svim prometnim vidovima."

### Cestovni promet
Promet koji se odvija cestovnom mrežom poseban je vid prometa koji se ostvaruje kretanjem na izgrađenim cestama, prevozeći ljude i robu s jednog mjesta na drugo različitim prometnim sredstvima poput kamiona, automobila itd.

### Željeznički promet
Promet koji se odvija željeznicom ograničen je pravcima na kojima su izgrađene pruge.

### Pomorski promet
Promet vodom najsporiji je današnji vid prometa u kretanju roba/ljudi.

## Problemi prometne geografije
Promet i prijevoz na postojećim cestama i autocestama, te željezničkim postrojenjima ne uspijeva konkurirati novim zahtjevima stvorenim sadašnjim rastom stanovništva i novim lokacijskim obrascima ekonomske aktivnosti. Osim povećanja stanovništva drugi problem čine osobni automobili koji opterećuju mrežu autocesta i cesta kucavica. Vidi prometni zastoj, prometna mreža, gustoća stanovništva

## Poveznice
- Antropogeografija
- Ekonomska geografija
- Planiranje
- Globalizacija
- Urbana geografija
- Ekonomija
- Resurs